# Euphydryas maturna
Euphydryas maturna е вид пеперуда от семейство Многоцветници (Nymphalidae).

## Разпространение и местообитание
Този вид е разпространен в Австрия, Белгия, Германия, Гърция, Казахстан, Литва, Люксембург, Полша, Румъния, Русия, Сърбия, Унгария, Франция, Черна гора, Чехия и Швеция.
Среща се на надморска височина от 47,3 до 64 m.